# OBS京仁TV
OBS京仁TV（韓語：OBS경인TV），通称京仁電視台，是一間韓國民營無線電視台，識別呼號為HLQS-DTV，收視範圍為京畿道、仁川及首爾，總部位于富川市。OBS是京仁放送（简称iTV，呼号HLDO-FM）电视服务的精神继承者。

## 簡介
2005年起，韓國政府放寬韓國國內媒體執照的核發條件，OBS京仁TV的前身京仁電視台便在此背景下於2006年初成立籌備單位。由於訊號範圍僅限首都圈區域的京畿道及仁川，故取名為京仁電視台。2007年12月28日，正式開播。
2023年3月30日，OBS電台開播，頻率為FM 99.9兆赫。